# Metro de Recife
El Metro de Recife es un sistema de Transporte Masivo operado por la Compañía Brasileña de Trenes Urbanos CBTU/Metrorec (Companhia Brasilera de Trens Urbanos) situado en la ciudad de Recife, en la Región Nordeste de Brasil. Compuesto por 28 estaciones, dos líneas, una red de 39,5 kilómetros de extensión y un movimiento diario de 400 mil pasajeros.

## Características del Sistema
El Metro de Recife está formado por dos líneas distintas: la Línea Centro y la Línea Sur. A partir de 1988, también pasó a administrar la antigua Línea Cajueiro Seco–Cabo, que era operada por locomotoras.
Los trenes de la Línea Centro, que parten de la estación de Recife, tienen dos destinos distintos: la estación de Camaragibe y la de Jaboatão. Esto ocurre debido a la bifurcación hacia los ramales de Camaragibe y Jaboatão después del tramo entre las estaciones de Recife y Coqueiral, gracias al trazado de la antigua vía férrea donde se construyó el metro.
El Metro de Recife tiene conexión directa con el Aeropuerto Internacional de Recife a través de la Estación Aeropuerto, ubicada a pocos metros de la terminal y accesible a través de una pasarela cubierta.
En las líneas de Metrorec, la distancia promedio entre las estaciones es de 1,2 kilómetros, con los trenes circulando a una velocidad media de 40 kilómetros por hora, pudiendo alcanzar los 80 kilómetros por hora. La trocha es de 1600 milímetros y la alimentación de los trenes se realiza mediante catenarias aéreas en 3.000 Volts. En la Línea Diésel, la distancia promedio entre las estaciones es de 4 kilómetros, la velocidad comercial de los trenes es de 31,5 kilómetros por hora, la trocha es métrica y los trenes utilizados tienen tracción a diésel.
Dentro de las estaciones hay diversos sistemas que permiten su identificación con diseños y colores distintos.
Este sistema también cuenta con varias líneas de ómnibus que sirven como alimentadores del metro.

## Tabla del sistema
| Línea       | Terminales               | Inauguración          | (km) | Estaciones | Duración de los Viajes (min) | Funcionamiento                        |
| ----------- | ------------------------ | --------------------- | ---- | ---------- | ---------------------------- | ------------------------------------- |
| Centro - 1  | Recife ↔ Camaragibe      | 11 de marzo de 1985   | ---  | 15*(16)    | 28                           | Diariamente, de las 5 a las 23h       |
| Centro - 2  | Recife ↔ Jaboatão        | 29 de agosto de 1987  | ---  | 14         | 24                           | Diariamente, de las 5 a las 23h       |
| Sur         | Recife ↔ Cajueiro Seco** | 28 de febrero de 2005 | 14,3 | 12         | 25                           | de lunes a sábado, de las 5 a las 23h |
| Tren Diésel | Cabo ↔ Curado            | A partir de 1988      | 31,5 | 8*(9)      | 54                           | de lunes a sábado, de las 5 a las 20h |

(*) Estaciones funcionamiento • (**) Tramo en construcción

## Flota
| Modelo/Serie         | Potencia (kW) | Fabricante               | Origen | Año de fabricación | Flota activa | Flota inactiva | Flota total TUEs | Flota total carros |
| -------------------- | ------------- | ------------------------ | ------ | ------------------ | ------------ | -------------- | ---------------- | ------------------ |
| Tren ferroviario/800 | 2208          | Santa Matilde / Cobrasma | Brasil | 1984/85            | 23           | 2              | 25               | 100                |
| Tren Caf/100         | 3120          | Caf Brasil               | Brasil | 2012/13            | 13           | 2              | 15               | 60                 |

## Galería de imágenes

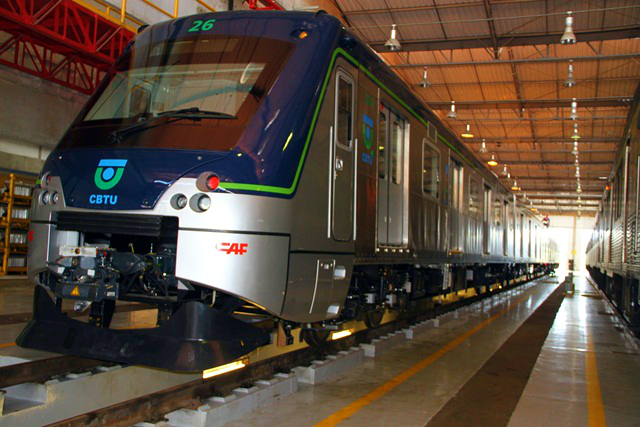
Tren del Metro de Recife.
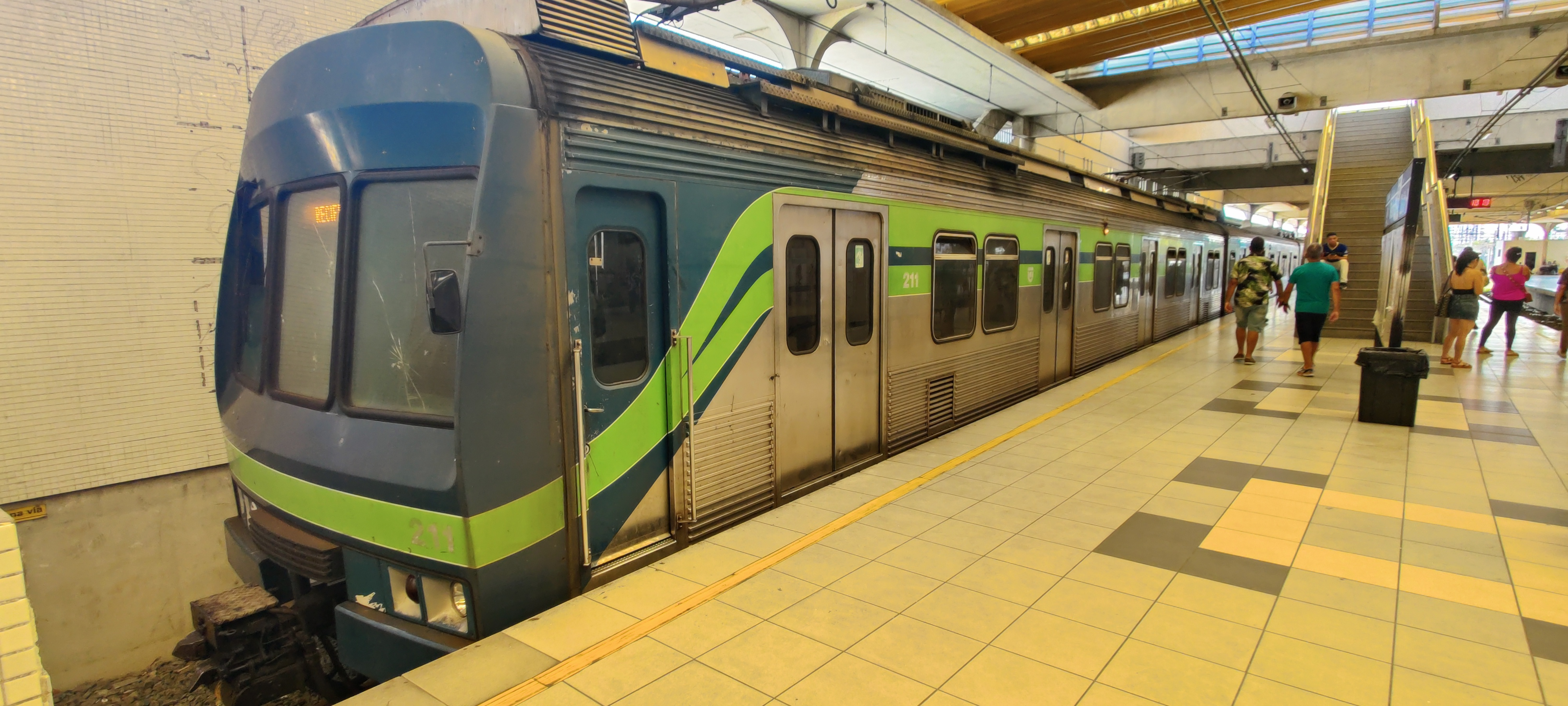
Tren Santa Matilde en una estación del Metro de Recife.
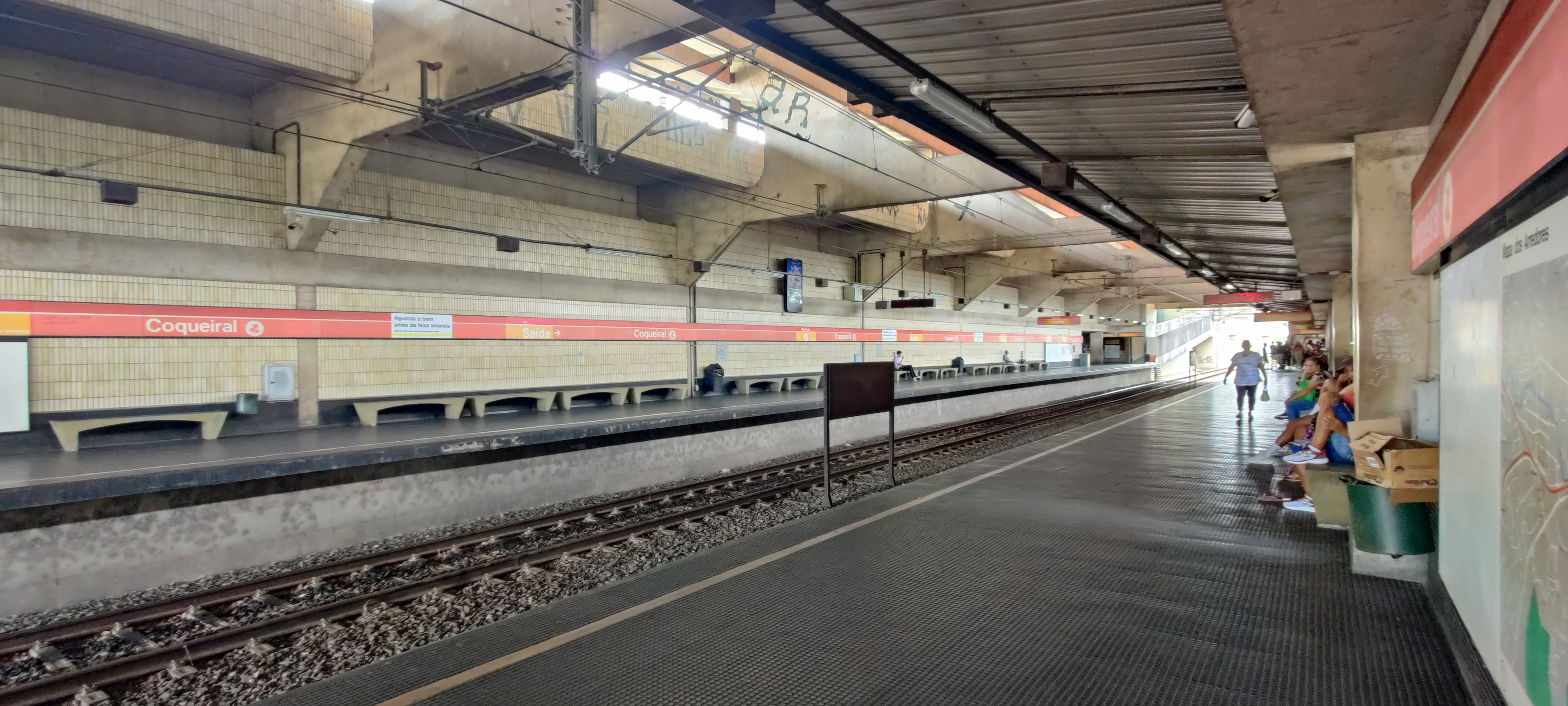
Estación Coqueiral.
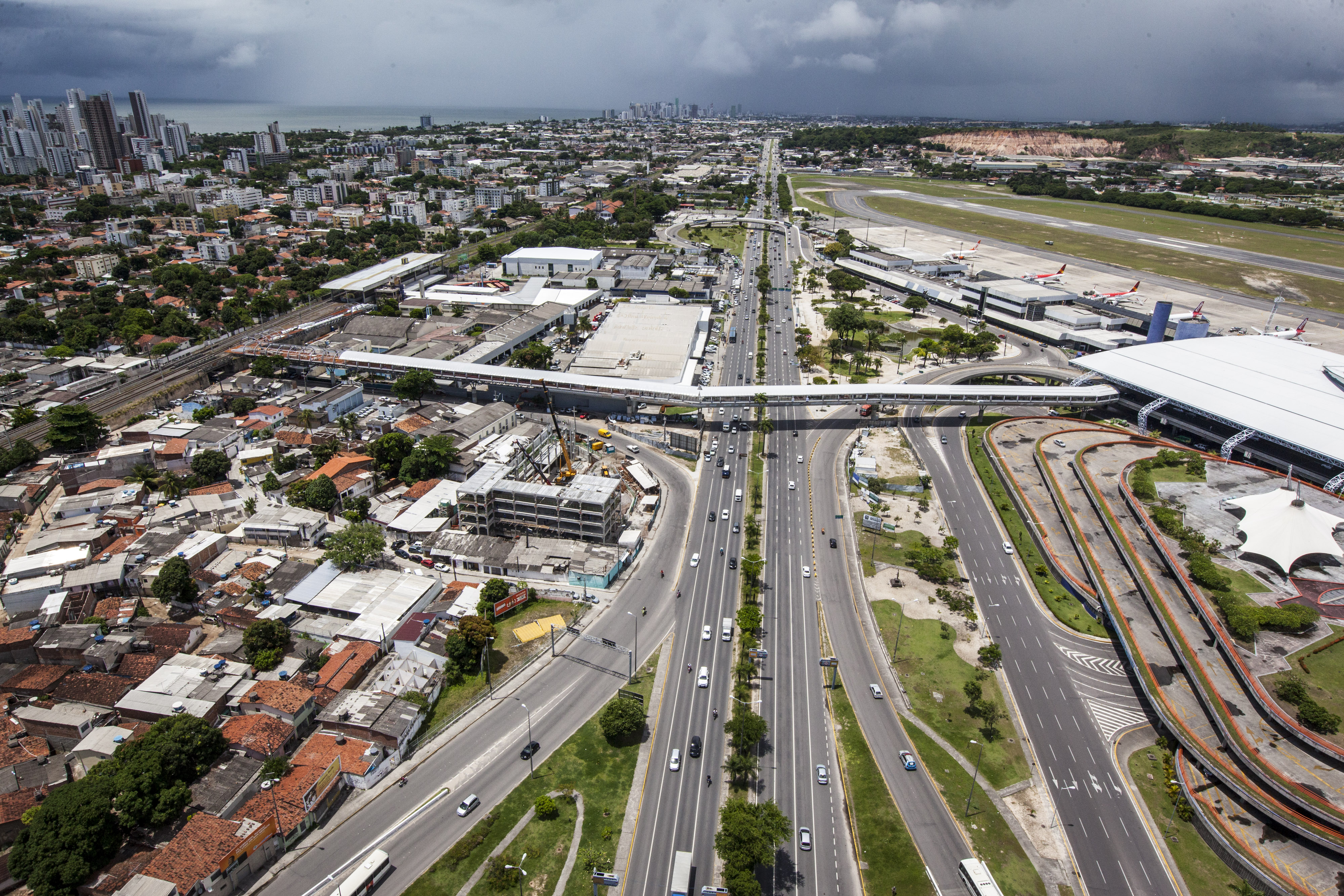
Vista aérea de la zona del aeropuerto de Recife, donde se distingue la pasarela blanca que conecta directamente la terminal con el Metro.